# Mandelonitrilbenzoat
Mandelonitrilbenzoat ist der Carbonsäureester der Benzoesäure mit dem Cyanhydrin Mandelonitril (Benzaldehydcyanhydrin).

## Vorkommen
Mandelonitrilbenzoat kommt in den Wehrsekreten verschiedener Tausendfüßer vor, insbesondere aus der Ordnung der Bandfüßer. Dazu gehören beispielsweise mehrere Arten der Gattungen Cherokia (z. B. Cherokia georgiana) und Motyxia. Bei einigen Arten der Bandfüßer wurde die Bildung von Mandelonitrilbenzoat nach Absonderung des Sekrets nachgewiesen. Dabei reagiert Benzoylcyanid mit Mandelonitril in einer Schotten-Baumann-Reaktion mit Cyanwasserstoff als Nebenprodukt. In Niponia nodulosa kommen cyanogene Verbindungen inkl. Mandelonitrilbenzoat nur in frühen Entwicklungsstadien vor, nicht aber in erwachsenen Tieren. Die Verbindung kommt außerdem im Wehrsekret von Himantarium gabrielis aus der Ordnung der Erdläufer vor.

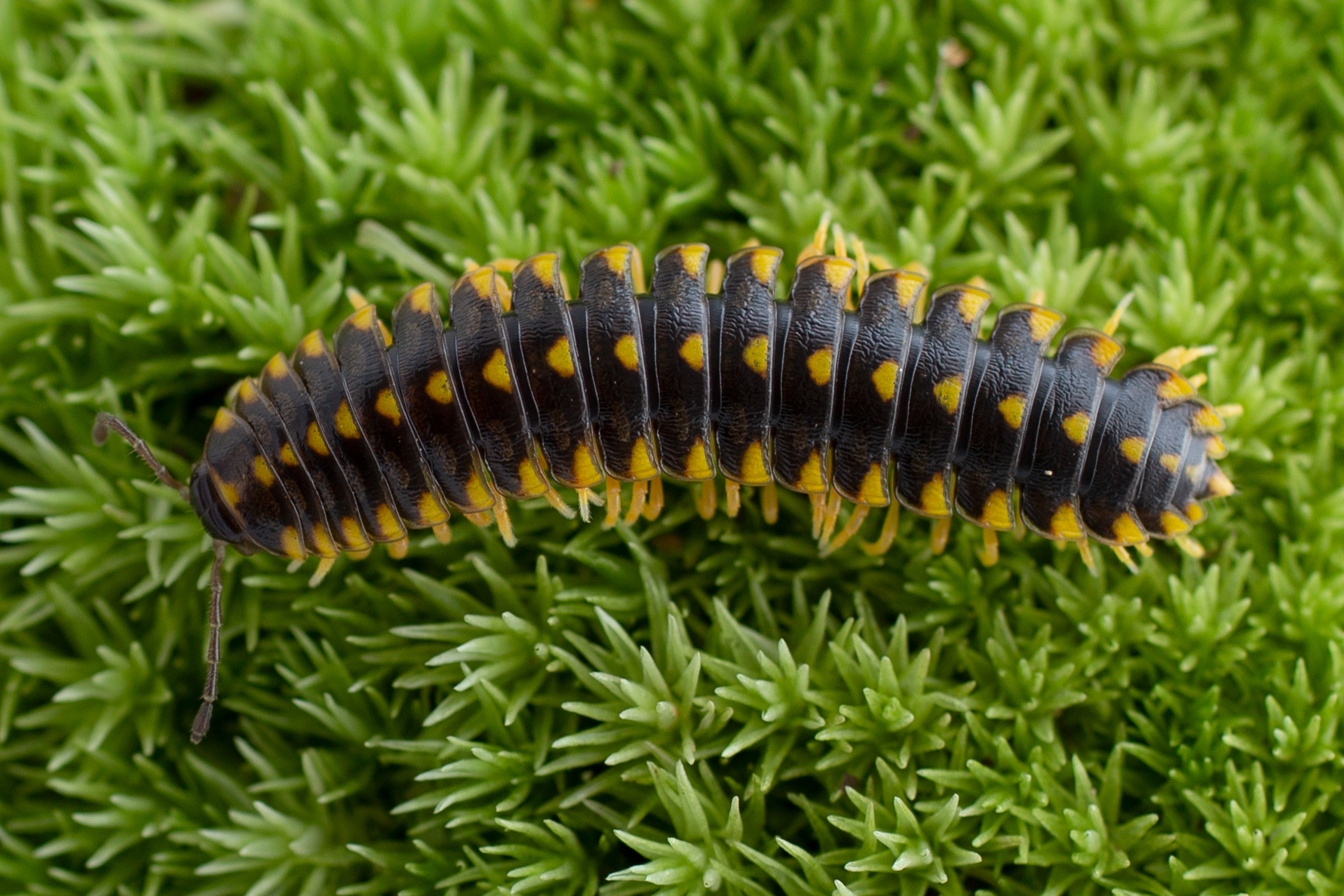
Cherokia georgiana
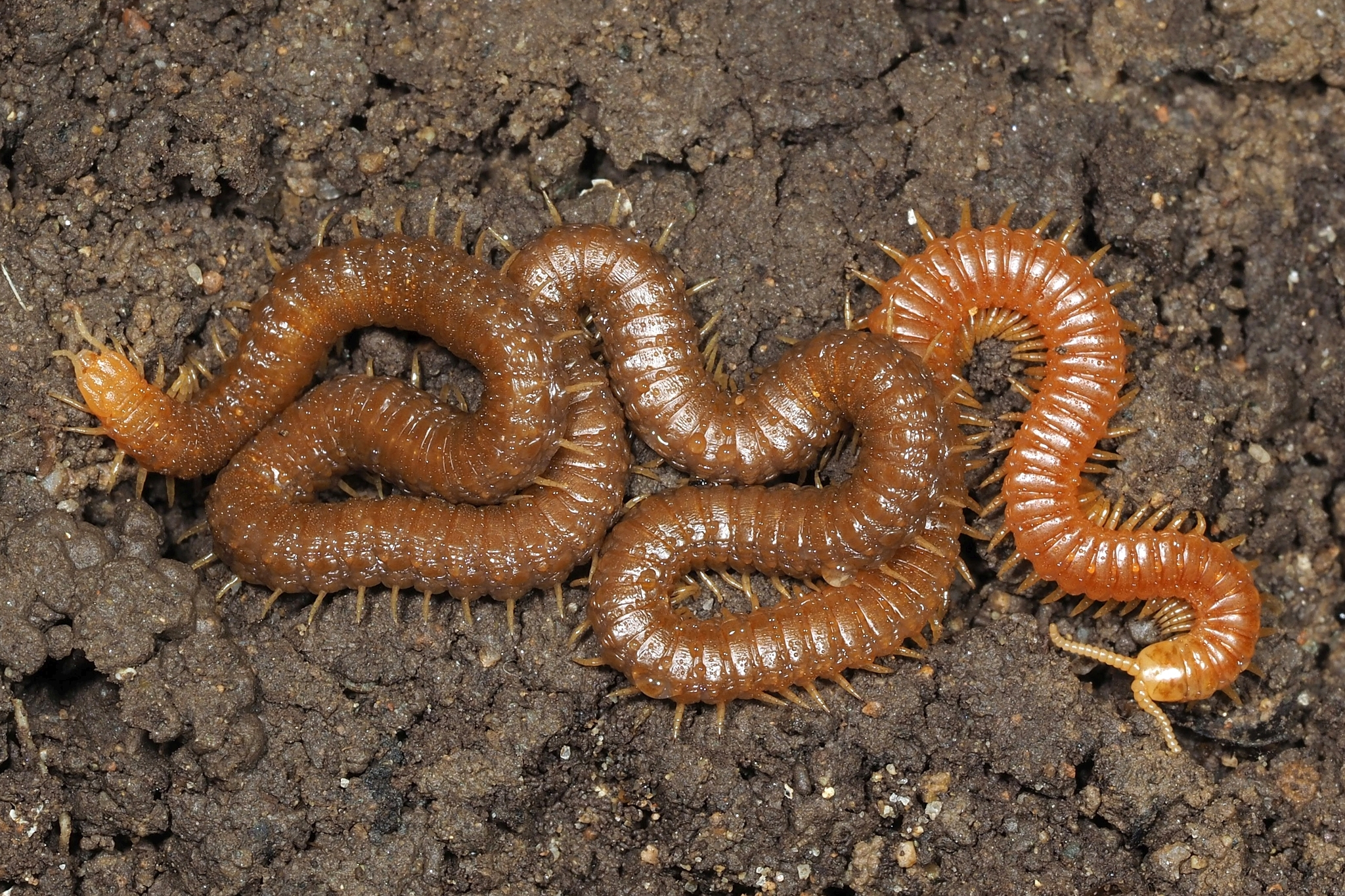
Himantarium gabrielis

## Herstellung
Die Synthese der Verbindung ist durch Umsetzung von Benzaldehyd und Benzoylchlorid in einer wässrigen Lösung von Kaliumcyanid möglich.